# Цеханович, Александр Николаевич
Александр Николаевич Цеханович (1862—1896) — русский писатель-беллетрист конца XIX века.

## Биография
Из старинного польского дворянского рода. В 1860-х годах семья Цехановичей жила в Киевской губернии, позднее ― в Петербурге, где его отец, Николай Иванович Цеханович (надворный советник), сотрудничал в газете «Голос».
Цеханович учился в 1-й петербургской военной гимназии (с 1876), в 1879 году приказом главного начальника военно-учебных заведений был переведён в 3-ю петербургскую военную гимназию; вольнослушателем посещал лекции в Технологическом институте.
Жил и работал в Петербурге. Печатался (часто под псевдонимами), в основном, в периодической печати. Многие сочинения опубликованы отдельными изданиями только посмертно. В конце 1880-х годов Цеханович редактировал журнал «Звезда». 
По свидетельству А. В. Амфитеатрова, в начале 1890-х годов имя Цехановича «было громко в маленькой прессе. Присяжный поставщик романов с приключениями … выдавался из ряда сих мастеров несомненным литературным талантом. Его много читали в петербургской „полуинтеллигенции“ и по железным дорогам. К сожалению, способный человек этот совершенно загубил своё дарование в рыночном многописании ― скорописью на быстрый срок, с потрафлением на вкус мелкобуржуазной публики». Цеханович вёл широкий образ жизни, нередко пил, кутил, играл в карты. А. Р. Кугель вспоминал, что Цеханович «писал свои романы в типографии … за стаканом вина или бутылкой пива». Всё это привело к обострению болезней и ранней смерти (в 33 года) от чахотки. Был похоронен на Волковском православном кладбище.
П. В. Быков писал о его творчестве:

 Все написанное им (Цехановичем) носит характер так называемых бульварных романов, но в знании мелкого быта ему отказать нельзя.